# Andris Treimanis
Andris Treimanis (Kuldīga, Letonia; 16 de marzo de 1985) es un árbitro de fútbol letón internacional desde 2011 y arbitra en la Virslīga.

## Torneos de selecciones
Ha arbitrado en los siguientes torneos de selecciones nacionales:
- Clasificación al Campeonato Europeo Sub-17 de la UEFA 2012
- Clasificación para la Eurocopa Sub-21 de 2013
- Clasificación al Campeonato Europeo Sub-17 de la UEFA 2014
- Clasificación al Campeonato Europeo de la UEFA Sub-19 2014
- Clasificación para la Eurocopa Sub-21 de 2015
- Campeonato Europeo de la UEFA Sub-19 2015 en Grecia
- Clasificación para la Eurocopa Sub-21 de 2017
- Clasificación para el Campeonato Europeo de la UEFA Sub-19 2017
- Clasificación de UEFA para la Copa Mundial de Fútbol de 2018
- Copa Báltica 2018
- Liga de las Naciones de la UEFA 2018-19
- Clasificación para la Eurocopa Sub-21 de 2019
- Clasificación para la Eurocopa 2020
- Eurocopa Sub-21 de 2019 en Italia y San Marino
- Copa Mundial de Fútbol Sub-17 de 2019 en Brasil,[3][4] dirigiendo la final entre México y Brasil (1–2).

## Torneos de clubes
Ha arbitrado en los siguientes torneos de internacionales de clubes durante varios años:
- Liga Báltica
- UEFA Europa League
- Liga de Campeones de la UEFA
- Liga Juvenil de la UEFA